# Night Time, My Time: B-Sides Part 1
Night Time, My Time: B-Sides Part 1 è il terzo EP della cantante statunitense Sky Ferreira, pubblicato il 25 novembre 2013 dall'etichetta discografica Capitol Records.

## Tracce
1. I Can't Say No to Myself – 3:58 (Sky Ferreira, Ariel Rechtshaid, Justin Raisen, Jordan Benik)
2. I'm on Top – 4:33 (Ferreira, Shirley Manson, Jon Brion)
3. Werewolf (I Like You) – 3:00 (Ferreira, Jason Hill, Nick Zarin-Ackerman)
4. Everything Is Embarrassing – 4:09 (Ferreira, Rechtshaid, Dev Hynes)
5. Everything Is Embarrassing (Unknown Mortal Orchestra Remix) – 6:54 (Ferreira, Rechtshaid, Hynes)